# Esther Dilcher

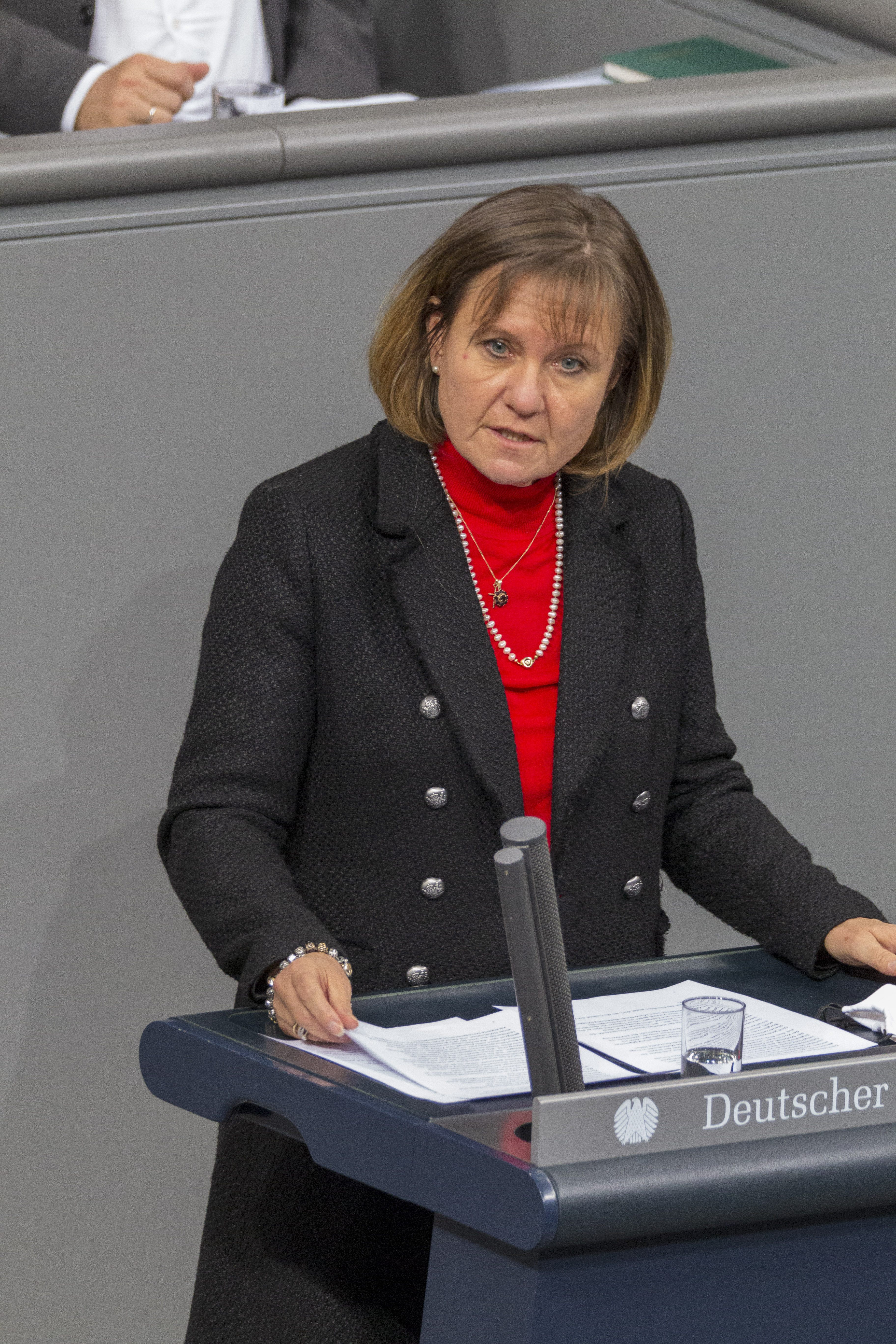
Esther Dilcher (2020)

Esther Dilcher (* 18. September 1965 in Hofgeismar) ist eine deutsche Politikerin (SPD), Rechtsanwältin und Notarin. Sie wurde am 24. September 2017 als Direktkandidatin für den Bundestagswahlkreis Waldeck in den Deutschen Bundestag gewählt. Für den 20. Deutschen Bundestag wurde Dilcher in ihrem Wahlkreis erneut gewählt. In den 21. Deutschen Bundestag ist sie über die Landesliste Hessen der SPD in den Bundestag eingezogen.

## Werdegang
Esther Dilcher wuchs in Hofgeismar auf. Dort legte sie im Jahr 1985 an der Albert-Schweitzer-Schule ihr Abitur ab und studierte danach an der Philipps-Universität in Marburg Rechtswissenschaften. Seit 1999 ist Dilcher als Rechtsanwältin tätig, im Jahr 2006 spezialisierte sie sich auf Familienrecht. Außerdem ist sie Notarin.
Sie ist Vorstandsmitglied des Regionalverbandes Kassel-Nordhessen des Arbeiter-Samariter-Bundes. Des Weiteren ist sie Mitglied in verschiedenen sozialen und sportlichen Vereinen in Hofgeismar.
Dilcher war in zweiter Ehe mit einem Rechtsanwalt verheiratet; inzwischen ist sie verwitwet. Aus erster Ehe hat sie zwei Töchter und einen Sohn.

## Politik
Esther Dilcher trat im Jahr 1998 in die SPD ein. Sie war 12 Jahre Stadtverordnete in ihrer Heimatstadt Hofgeismar. In dieser Zeit hatte sie dort verschiedene Funktionen inne, unter anderem war sie Vorsitzende des Haupt- und Finanzausschusses und stellvertretende Stadtverordnetenvorsteherin. 2008 kandidierte sie für das Amt der Bürgermeisterin in Hofgeismar.
Im 19. Deutschen Bundestag war Dilcher ordentliches Mitglied im Ausschuss für Recht und Verbraucherschutz, im Haushaltsausschuss sowie im Unterausschuss Europarecht. Zudem war sie stellvertretendes Mitglied im Wahlprüfungsausschuss. Außerdem war sie zeitweise Schriftführerin im Bundestagspräsidium.
Für den 20. Deutschen Bundestag wurde Dilcher in ihrem Wahlkreis mit 38,0 % der Erststimmen am 26. September 2021 erneut gewählt. Ein Direktmandat konnte sie bei der Bundestagswahl am 23. Februar 2025 nicht erringen, zog aber über die hessische Landesliste der SPD wieder in den Deutschen Bundestag der 21. Wahlperiode ein.
Dilcher ist Mitglied der überparteilichen Europa-Union Deutschland, die sich für ein föderales Europa und den europäischen Einigungsprozess einsetzt.
Dilcher hatte in der 19. Wahlperiode des Bundestages Nebeneinkünfte von mindestens 73.500 €, womit sie innerhalb der eigenen Fraktion auf Platz 8 der Top-Nebenverdiener landete. Im Rahmen einer Recherche des ZDF-Magazins Royale fiel Dilcher mit einer Berichterstatterreise einer Delegation des Haushaltsausschusses im Februar 2023 nach Australien und Neuseeland auf. Die Reise hatte sie gemeinsam mit dem Präsidenten der Lobbyorganisation Deutscher Forstwirtschaftsrat Georg Schirmbeck unternommen. Nach Einordnung des ZDF-Magazins Royale gehöre diese Begegnung „sicherheitshalber im Lobbyregister“ angemeldet.